# Schimpanser
Schimpanser (Pan) är ett släkte av primater som ingår i familjen hominider. Släktet bildas av två arter som är människans närmaste nulevande släktingar. De förekommer i västra och centrala Afrika. Arterna vistas främst i tropiska skogar i låglandet. Schimpansen lever även i bergsskogar och i savanner med större trädansamlingar. Båda arter är hotade i beståndet på grund av jakt och skogsavverkningar.

## Systematik
Släktet schimpanser omfattar de två arterna schimpans (Pan troglodytes) och bonobo (Pan paniscus) (tidigare även kallad dvärgschimpans). Schimpansen har därefter fyra underarter: Pan troglodytes troglodytes, Pan troglodytes versus, Pan troglodytes vellerosus och Pan troglodytes schweinfurthii. Man ser skillnad på dessa underarter bland annat med hjälp av färgen på ansiktet och längden på håret.
Namnet på släktet härstammar från den grekiska guden Pan.
Schimpans och bonobo beräknas ha skilts åt för 1–2 miljoner år sedan, eventuellt i samband med Kongoflodens tillblivelse för cirka 2 miljoner år sedan.
Kladogram enligt Catalogue of Life:
| Schimpans | \| \| Pan troglodytes troglodytes \| \| \| \| \| \| Pan troglodytes versus \| \| \| \| \| \| Pan troglodytes vellerosus \| \| \| \| \| \| Pan troglodytes schweinfurthii \| \| \| \| |
|           | \| \| Pan troglodytes troglodytes \| \| \| \| \| \| Pan troglodytes versus \| \| \| \| \| \| Pan troglodytes vellerosus \| \| \| \| \| \| Pan troglodytes schweinfurthii \| \| \| \| |
|           | Bonobo |
|           | |
|           | Pan troglodytes troglodytes |
|           | |
|           | Pan troglodytes versus |
|           | |
|           | Pan troglodytes vellerosus |
|           | |
|           | Pan troglodytes schweinfurthii |
|           | |

|  | Pan troglodytes troglodytes    |
|  |                                |
|  | Pan troglodytes versus         |
|  |                                |
|  | Pan troglodytes vellerosus     |
|  |                                |
|  | Pan troglodytes schweinfurthii |
|  |                                |

| Schimpans | \| \| Pan troglodytes troglodytes \| \| \| \| \| \| Pan troglodytes versus \| \| \| \| \| \| Pan troglodytes vellerosus \| \| \| \| \| \| Pan troglodytes schweinfurthii \| \| \| \| |
|           | \| \| Pan troglodytes troglodytes \| \| \| \| \| \| Pan troglodytes versus \| \| \| \| \| \| Pan troglodytes vellerosus \| \| \| \| \| \| Pan troglodytes schweinfurthii \| \| \| \| |
|           | Bonobo |
|           | |
|           | Pan troglodytes troglodytes |
|           | |
|           | Pan troglodytes versus |
|           | |
|           | Pan troglodytes vellerosus |
|           | |
|           | Pan troglodytes schweinfurthii |
|           | |

|  | Pan troglodytes troglodytes    |
|  |                                |
|  | Pan troglodytes versus         |
|  |                                |
|  | Pan troglodytes vellerosus     |
|  |                                |
|  | Pan troglodytes schweinfurthii |
|  |                                |

### Schimpansernas släktskap till människan
Schimpans och bonobo är människans närmaste släktingar, och det beräknas att utvecklingslinjen Homo skildes från utvecklingslinjen Pan för 5–7 miljoner år sedan. Sedan fortsatte utvecklingen på olika sätt. Människans och schimpansernas arvsmassa skiljer sig till ca 1,3% och mellan de två schimpansarterna skiljer sig arvsmassan till 0,4%. Forskare har dock kommit fram till att bonobons genom har vissa delar som är mer lika människans än vad schimpansen har. Forskarna tror att dessa skillnader och likheter kan vara viktiga ledtrådar till att förstå hur gener påverkar det sociala beteendet.

## Utseende
Schimpansens kroppslängd (huvud och bål) är omkring 63–94 cm och den blir ungefär 1,0–1,7 m stående på benen. Bonobon är med en kroppslängd upp till 83 cm lite mindre än schimpansen, men de har längre armar och ben. En vanlig schimpans kan väga 26–70 kg, medan en bonobo väger 27–61 kg. Hanen väger ca 25% mer än honan. Pälsen är svart men blir grå eller brunaktig när de blir gamla. Schimpansens ansikte är hårlöst och den har stora öron. Bonobons öron är lite mindre i jämförelse till hela huvudet. Hos unga schimpanser är ansiktet rosabrunt liksom öron, handflator och fotsulor, medan dessa områden hos vuxna schimpanser är gråsvarta.

## Utbredning
Släktet förekommer från Guinea till Kongo-Kinshasa. Schimpansen återfinns i västra och centrala Afrika medan bonobon finns endast i Kongo-Kinshasa. De två arterna skiljs åt av Kongofloden.

## Ekologi
Schimpanser är flockdjur. De lever ofta i större flockar som sedan är uppdelade i mindre grupper. Sammansättningen av de små grupperna är inte fast, utan individer kan växla mellan grupper. När det gäller schimpansen beror detta bland annat på sexuell status.
Schimpanser är allätare och tillverkar enkla redskap för att komma åt föda. De använder till exempel avskalade grenar som de stoppar ner i termitbon för att fiska upp och äta termiterna. Kosten inkluderar frukt, bark, blommor, blad, frön, ägg, insekter och kött.  Köttet innebär mindre däggdjur, för schimpansen gäller detta bland annat ungar från babianer och andra apor. Bonobon jagar däremot sällan, men däggdjuren räknas ändå in listan på föda.
En hona blir könsmogen mellan 7 och 14 års ålder. Dräktighetstiden är cirka 7-8 månader.

## Uppträdande

### Kommunikation
Schimpanser kommunicerar på ett sätt som liknar mänskliga icke verbala uttryck, med ljud, handgester och ansiktsuttryck. Forskning kring schimpansers hjärna har avslöjat att deras kommunikation aktiverar ett område hos dem på samma ställe som Brocas område, ett språkcenter i människans hjärna. Brittiska forskare som studerat flockar i Uganda har lyckats kartlägga 5000 olika situationer och ur dessa specifikt 66 olika gester, som används av det stora flertalet för att utbyta meddelanden.
En av anledningarna till att människor och schimpanser inte kommunicerar på samma sätt är skillnader på en region som kallas FOXP2 i våra genom. Denna region har en stor betydelse i förmågan att tala och forma ett språk.
I USA utfördes ett experiment gällande språkförståelse på bonobon Kanzi.

### Socialt beteende
Schimpansens och bonobons sociala beteende skiljer sig på flera olika sätt.

## Intelligens
Schimpanser anses ha samma nivå av intelligens som ett treårigt människobarn. Detta är på grund av deras förmåga att uttrycka sig med ljud, gester och ansiktsuttryck samt förmågan att lura och manipulera till egen fördel. Utöver har de dessutom förmågan att förstå konceptet storlek, ordningsföljder av tal och viss förståelse av språk och symboler.
För att mäta apornas intelligens använder man sig av intelligenstester. Dessa går ut på att mäta djurens generella färdighet för att lösa problem de inte normalt sett stöter på i vardagen. Av de existerade människoaporna har orangutangen visat sig vara smartast och schimpanserna kom på andra plats.

## Status
Schimpansen och alla dens underarter är hotade av utrotning. Det uppskattas finnas 100 000 - 200 000 schimpanser kvar i vilt tillstånd. IUCN listar arten som starkt hotad (Endangered). Man vet inte säkert hur siffran på antalet vilda bonobo-apor ser ut, men den uppskattas ligga mellan 29 000 och 50 000 individer och arten klassas av IUCN likaså som starkt hotad.
Det främsta hoten mot schimpanserna är jakt (främst illegal) och skogsskövling.